# Processamento sensorial
Processamento sensorial ou integração sensorial é o processo que organiza as sensações do próprio corpo e do meio ambiente, fazendo com que seja efetivamente possível usar o corpo nesse ambiente. Mais especificamente, é o processo que lida com a forma como o cérebro integra a informação obtida a partir de múltiplos inputs sensoriais, como a propriocepção, visão, audição, tacto, olfacto, sistema vestibular, interocepção ou paladar, em outputs funcionais úteis. Acredita-se que os estímulos recebidos pelos diferentes órgãos sejam processados em diferentes áreas do cérebro. A comunicação entre estas regiões especializadas denomina-se integração funcional.
Quando o processamento das informações sensoriais pelo cérebro não acontece de forma adequada, há uma disfunção de integração sensorial, que pode ser chamada de transtorno do processamento sensorial.